# NGC 3693
NGC 3693 ist eine Spiralgalaxie vom Hubble-Typ Sb im Sternbild Becher. Sie ist schätzungsweise 214 Millionen Lichtjahre von der Milchstraße entfernt.
Das Objekt wurde am 27. März 1786 von Wilhelm Herschel entdeckt.